# 阿贝尔库尔
阿贝尔库尔（法語：Abelcourt，法語發音：[abɛlkuʁ]）是法国上索恩省的一个市镇，属于吕尔区。

## 地理
阿贝尔库尔（47°47'7"N, 6°17'25"E）面积7.46 平方千米，位于法国勃艮第-弗朗什-孔泰大區上索恩省，该省份为法国东部内陆省份，北起顺时针与孚日省、贝尔福地区省、杜省、汝拉省、科多尔省和上马恩省接壤。
与阿贝尔库尔接壤的市镇（或旧市镇、城区）包括：弗朗卡尔蒙、布里欧库尔、圣玛丽昂绍。

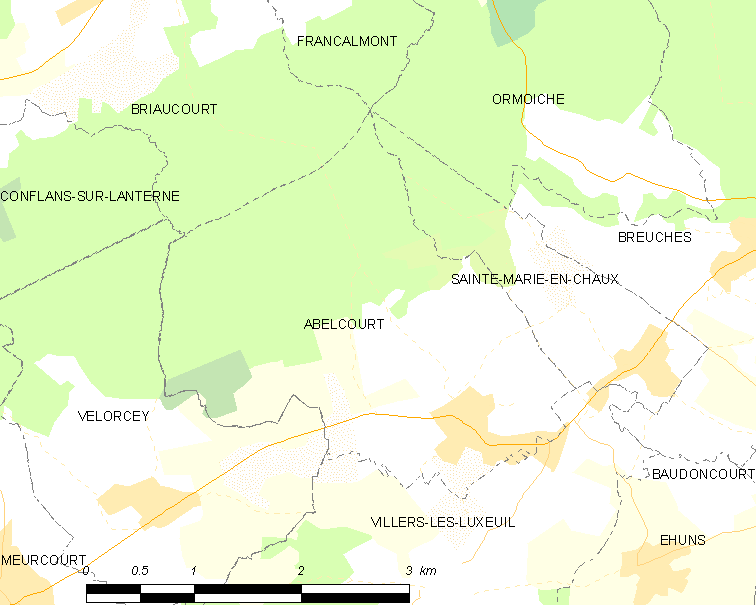
阿贝尔库尔的OSM定位图

阿贝尔库尔的时区为UTC+01:00、UTC+02:00（夏令时）。

## 行政
阿贝尔库尔的邮政编码为70300，INSEE市镇编码为70001。

## 政治
阿贝尔库尔所属的省级选区为瑟穆斯河畔圣卢县。

## 人口

1962-2008年间阿贝尔库尔人口变化图示

阿贝尔库尔于2022年1月1日时的人口数量为338人。